# Campionati mondiali di pattinaggio di velocità su distanza singola 2017
I Campionati mondiali di pattinaggio di velocità su distanza singola 2017 sono stati la 18ª edizione della manifestazione. Si sono svolti dal 9 al 12 febbraio 2017 a Gangneung, in Corea del Sud, all'interno dell'Ovale di Gangneung.

## Programma
| Giorno      | Ora (UTC+9) | Gara                          |
| ----------- | ----------- | ----------------------------- |
| 9 febbraio  | 17:15       | 3000 m donne                  |
| 9 febbraio  | 17:15       | 5000 m uomini                 |
| 10 febbraio | 17:30       | 500 m donne                   |
| 10 febbraio | 17:30       | 500 m uomini                  |
| 10 febbraio | 17:30       | Inseguimento a squadre donne  |
| 10 febbraio | 17:30       | Inseguimento a squadre uomini |
| 11 febbraio | 17:30       | 5000 m donne                  |
| 11 febbraio | 17:30       | 1000 m uomini                 |
| 11 febbraio | 17:30       | 1000 m donne                  |
| 11 febbraio | 17:30       | 10000 m uomini                |
| 12 febbraio | 18:00       | 1500 m donne                  |
| 12 febbraio | 18:00       | 1500 m uomini                 |
| 12 febbraio | 18:00       | Mass start donne              |
| 12 febbraio | 18:00       | Mass start uomini             |

## Podi

### Uomini
| Evento                 | Oro                                                       | Tempo    | Argento                                            | Tempo    | Bronzo                                                               | Tempo    |
| 500 m                  | Jan Smeekens                                              | 34"58    | Nico Ihle                                          | 34"66    | Ruslan Murašov                                                       | 34"76    |
| 1000 m                 | Kjeld Nuis                                                | 1'08"26  | Vincent De Haître                                  | 1'08"54  | Kai Verbij                                                           | 1'08"78  |
| 1500 m                 | Kjeld Nuis                                                | 1'44"36  | Denis Juskov                                       | 1'44"67  | Sven Kramer                                                          | 1'45"50  |
| 5000 m                 | Sven Kramer                                               | 6'06"82  | Jorrit Bergsma                                     | 6'09"33  | Peter Michael                                                        | 6'11"67  |
| 10000 m                | Sven Kramer                                               | 12'38"89 | Jorrit Bergsma                                     | 12'43"95 | Patrick Beckert                                                      | 12'52"76 |
| Inseguimento a squadre | Paesi Bassi Jorrit Bergsma Jan Blokhuijsen Douwe de Vries | 3'40"66  | Nuova Zelanda Shane Dobbin Reyon Kay Peter Michael | 3'41"08  | Norvegia Sindre Henriksen Simen Spieler Nilsen Sverre Lunde Pedersen | 3'41"60  |
| Mass start             | Joey Mantia                                               | 7'40"16  | Alexis Contin                                      | 7'41"11  | Olivier Jean                                                         | 7'47"62  |

### Donne
| Evento                 | Oro                                                       | Tempo   | Argento                                          | Tempo   | Bronzo                                                | Tempo   |
| 500 m                  | Nao Kodaira                                               | 37"13   | Lee Sang-hwa                                     | 37"48   | Yu Jing                                               | 37"57   |
| 1000 m                 | Heather Bergsma                                           | 1'13"94 | Nao Kodaira                                      | 1'14"43 | Jorien ter Mors                                       | 1'14"66 |
| 1500 m                 | Heather Bergsma                                           | 1'54"08 | Ireen Wüst                                       | 1'54"19 | Miho Takagi                                           | 1'55"12 |
| 3000 m                 | Ireen Wüst                                                | 3'59"05 | Martina Sáblíková                                | 3'59"65 | Antoinette de Jong                                    | 4'01"99 |
| 5000 m                 | Martina Sáblíková                                         | 6'52"38 | Claudia Pechstein                                | 6'53"93 | Ivanie Blondin                                        | 6'57"14 |
| Inseguimento a squadre | Paesi Bassi Antoinette de Jong Marrit Leenstra Ireen Wüst | 2'55"85 | Giappone Misaki Oshigiri Miho Takagi Nana Takagi | 2'56"49 | Russia Ol'ga Graf Ekaterina Šichova Natal'ja Voronina | 3'00"51 |
| Mass start             | Kim Bo-reum                                               | 8'00"79 | Nana Takagi                                      | 8'00"90 | Heather Bergsma                                       | 8'01"36 |

## Medagliere
| Pos.   | Paese         | Oro | Argento | Bronzo | Totale |
| ------ | ------------- | --- | ------- | ------ | ------ |
| 1      | Paesi Bassi   | 8   | 3       | 4      | 15     |
| 2      | Stati Uniti   | 3   | 0       | 1      | 4      |
| 3      | Giappone      | 1   | 3       | 1      | 5      |
| 4      | Corea del Sud | 1   | 1       | 0      | 2      |
| 4      | Rep. Ceca     | 1   | 1       | 0      | 2      |
| 6      | Germania      | 0   | 2       | 1      | 3      |
| 7      | Canada        | 0   | 1       | 2      | 3      |
| 7      | Russia        | 0   | 1       | 2      | 3      |
| 9      | Nuova Zelanda | 0   | 1       | 1      | 2      |
| 10     | Francia       | 0   | 1       | 0      | 1      |
| 11     | Cina          | 0   | 0       | 1      | 1      |
| 11     | Norvegia      | 0   | 0       | 1      | 1      |
| Totale | Totale        | 14  | 14      | 14     | 42     |